# Lollapalooza
Lollapalooza — щорічний музичний фестиваль, що проводиться в Чикаго, США, що демонструє альтернативні, хеві-метал, хіп-хоп і панк-рок гурти, танцювальні та комедійні шоу, а також майстерність ремісників. Крім того, він надає майданчик для некомерційних організацій і політизованих гуртів.
Фестиваль був задуманий і створений Перрі Фарреллом в 1991 році, як прощальний тур для його гурту Jane's Addiction. Тим не менше, після цього Lollapalooza став проводитися щорічно до 1997 року і був відроджений в 2003 році. З моменту свого створення і понині, фестиваль проходить на території Північної Америки. В 2004 році організатори фестивалю вирішили розширити його тривалість до двох днів, але погані продажі квитків змусили відмовитися від цієї ідеї. В 2005 році Фаррелл і агентство Вільяма Морріса уклали партнерство c компанією Capital Sports Entertainment (зараз називається C3 Presents, базується в Остіні, Техас) і переробили Lollapalooza в його поточний формат, як фестиваль проходить у вихідні дні, в чиказькому Грант-парку. В 2011 році компанія Geo Events презентувала бразильську версію заходу, яка буде проходити в Jockey Club в Сан-Паулу — 7 і 8 квітня 2012 року.